# Ostratice
Ostratice este o comună slovacă, aflată în districtul Partizánske din regiunea Trenčín. Localitatea se află la altitudinea de 182 m deasupra n.m., se întinde pe o suprafață de 11,31 km2 și în 2017 număra 818 locuitori. Se învecinează cu comuna Žabokreky nad Nitrou.

## Istoric
Localitatea Ostratice este atestată documentar din 1193.

## Demografie
| An:                | 1994 | 2004   | 2014   | 2024   |
| ------------------ | ---- | ------ | ------ | ------ |
| Număr de persoane: | 758  | 802    | 837    | 779    |
| Diferență:         |      | +5,80% | +4,36% | −6,92% |

| An:                | 2023 | 2024   |
| ------------------ | ---- | ------ |
| Număr de persoane: | 790  | 779    |
| Diferență:         |      | −1,39% |